# Acrílico (compuestos químicos)

Estructura del grupo acrilo

Acryl es un nombre para un número de compuestos químicos que tienen un grupo acrílico, o de polímeros de estos compuestos. Especialmente los ésteres del ácido acrílico se utilizan para ayudar a hacer ciertos tintes y pinturas o como adhesivos.
En química orgánica, el grupo acrilo es el grupo funcional con estructura H2C=CH-C(=O)-; es el grupo acil derivado del ácido acrílico. El nombre preferido de la IUPAC para el grupo es prop-2-enoyl. También se conoce (menos correctamente) como acrílico o simplemente acrílico. Los compuestos que contienen un grupo acrílico pueden denominarse "compuestos acrílicos".
Un compuesto acrílico es típicamente un compuesto de carbonilo no saturado: contiene un enlace doble de carbono-carbono y un enlace doble de carbono-oxígeno, separados por un enlace simple de carbono-carbono. Por lo tanto, tiene las propiedades características para ambos grupos funcionales:
- en la unión C=C: adición electrofílica de ácidos y halógenos, hidroxilación, hidroxilación y escisión de la unión
- en el enlace C=O: sustitución nucleofílica (como en los ésteres) o adición nucleofílica (como en las cetonas). El grupo carboxilo del ácido acrílico puede reaccionar con amoníaco para formar acrilamida, o con un alcohol para formar un éster acrílico.

Además, puesto que ambos dobles enlaces están separados por un único enlace C-C, los dobles enlaces se conjugan.
- Datos: Q623834
- Multimedia: Acryloyl group / Q623834